# Dixeia pigea
Dixeia pigea är en fjärilsart som först beskrevs av Jean Baptiste Boisduval 1836.  Dixeia pigea ingår i släktet Dixeia och familjen vitfjärilar. Inga underarter finns listade i Catalogue of Life.

## Bildgalleri

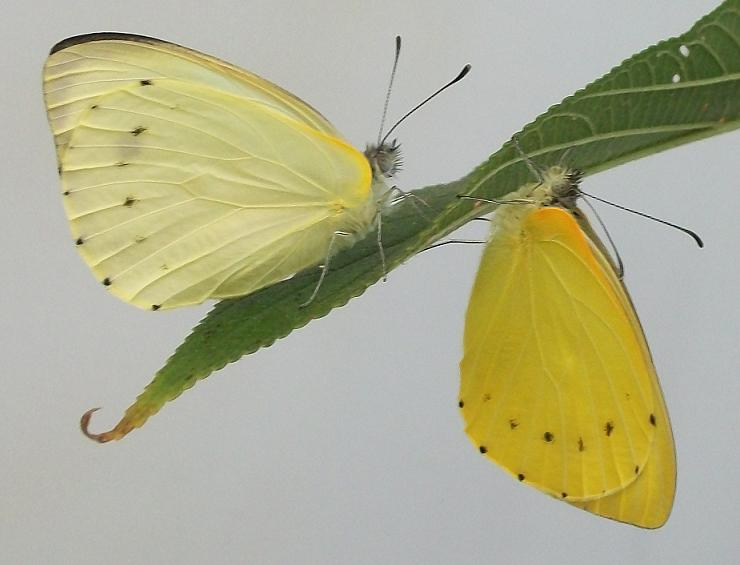
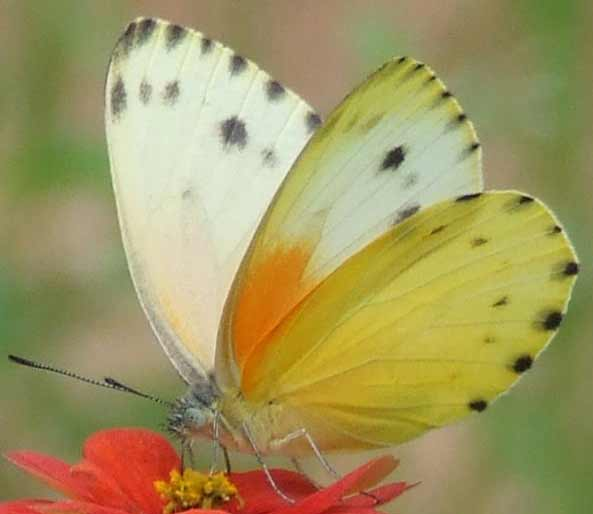
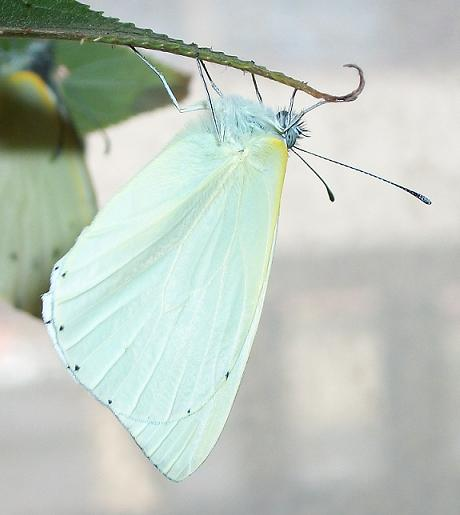
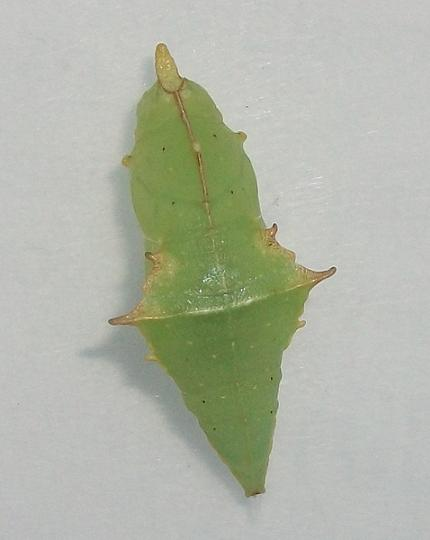
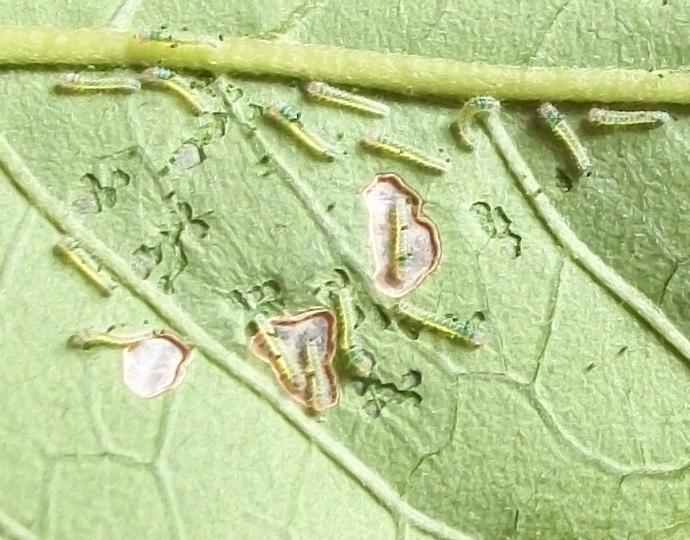
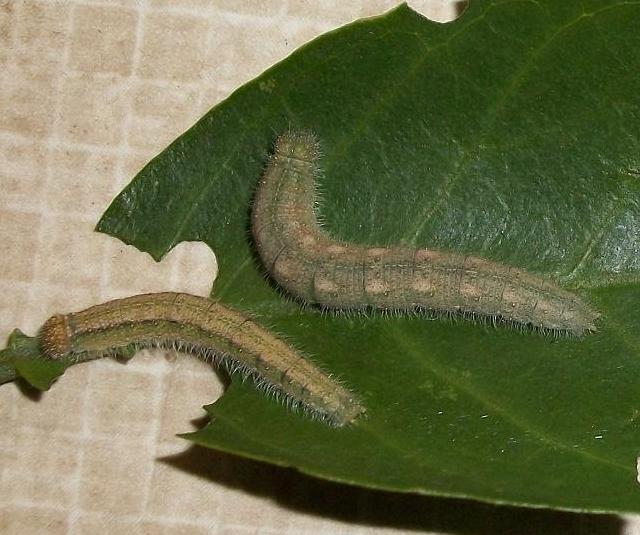